# Richardis

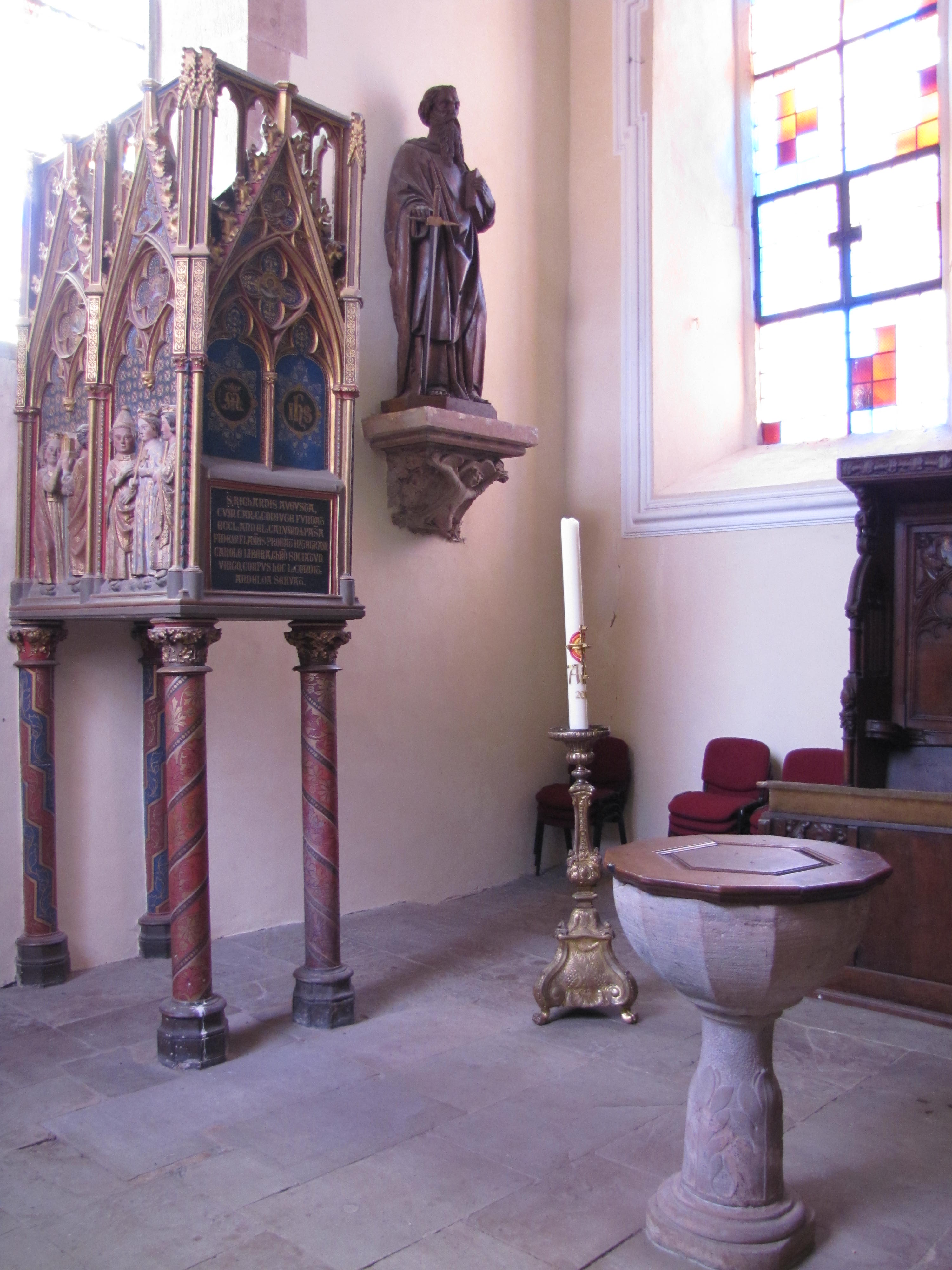
Richardis Sarg in der Abtei Andlau

Richardis oder Richgard(is) (* um 840; † 18. September um 900 in Andlau) war Gemahlin Kaiser Karls III.
Die Tochter des elsässischen Grafen Erchanger aus der Familie der Ahalolfinger heiratete 862 Karl III. und wurde mit ihm 881 zur Römischen Kaiserin gekrönt. Die Ehe blieb kinderlos. 887 wurde sie des Ehebruchs mit Kanzler Liutward von Vercelli beschuldigt – wohl eine Intrige aus politischen Gründen. Sie zog sich daraufhin in die von ihr 880 auf väterlichem Erbgut gegründete Abtei Andlau zurück, wo sie nach ihrem Tod (zwischen 894 und 909) begraben wurde. Sie war von 877 bis 893 Äbtissin am Damenstift Säckingen und zwischen 878 und 893 auch Äbtissin der Fraumünsterabtei in Zürich. Beide Klöster waren königliche Eigenklöster, die ihr von ihrem Gemahl zur lebenslangen Nutznießung überlassen wurden, ebenso wie die Klöster St. Marinus in Pavia und das Kloster in Zurzach.
Richardis wird in der katholischen Kirche als Heilige verehrt. Ihr Gedenktag ist der 18. September.